# بيسي مارتشنت
بيسي مارتشنت (بالإنجليزية: Bessie Marchant)‏ (1862، كنت في المملكة المتحدة - 1941)؛ كاتِبة وروائية بريطانية.